# Hoyosia cretica
Hoyosia cretica is een vlinder uit de familie slakrupsvlinders (Limacodidae). De wetenschappelijke naam werd gepubliceerd in 1906 door Rebel.
De soort komt voor in Europa.